# دولینسک
شهر دولینسک (به روسی: Долинск) در کشور روسیه و در اوبلاست ساخالین واقع شده‌است.